# Il pipistrello (romanzo Jo Nesbø)
Il pipistrello (Flaggermusmannen) è un romanzo poliziesco dello scrittore norvegese Jo Nesbø, pubblicato nel 1997; si tratta del primo episodio in cui compare il protagonista  Harry Hole.

## Trama
Nel 1997 Harry Hole, commissario della polizia di Oslo, viene inviato in Australia per supportare i colleghi degli antipodi nell'indagine sull'omicidio di una giovane norvegese; il suo partner sarà un possente aborigeno, manesco e ben inserito nell'ambiente criminale.

## Accoglienza
Il libro ha vinto il Premio Riverton nel 1997 e il Glasnyckeln nel 1998
.
Kirkus Reviews afferma: "È un esordio insolito, dato che la prima pagina vede Harry superare il controllo passaporti a Sydney, a mezzo mondo di distanza dalla sua Oslo natia... Harry è già vulcanico come nei suoi casi successivi. La grande differenza è l'Australia, che Nesbø, vedendola attraverso gli occhi sia di un turista che di un patologo culturale, ti fa chiedere quanto sia diversa dalla Norvegia, dopotutto.".
Andy Hoban del Sunday Express ha dato una valutazione[a] di 5/5 e ha osservato che "I personaggi principali di Nesbø sono sia credibili che ben delineati ed è fantastico vedere un Harry più giovane, un Harry più loquace. The Bat spiega alcuni dei pesi e delle motivazioni che lo spingono nei libri successivi. Quindi, per chiunque non conosca Nesbø, vi aspetta una sorpresa se seguite la carriera di Harry a partire da questo libro. Per me, il più grande insulto a Nesbø è stato vederlo pubblicizzato come "il prossimo Stieg Larsson", quando in realtà questo libro è stato scritto otto anni prima di Uomini che odiano le donne. Tuttavia, ora posso rispolverare il resto della serie e leggerli di nuovo, in ordine.